# What Goes Up
Pour plus de détails, voir Fiche technique et Distribution.
What Goes Up est un film américain réalisé par Jonathan Glatzer sorti en 2009.

## Synopsis
Le film est vu par les yeux d'un journaliste couvrant le lancement de la navette spatiale de challengeur en janvier 1986. Au lendemain de l'explosion de la navette, il devient empêtré dans les vies de quelques étudiants locaux préoccupés de lycée.

## Fiche technique
- Titre original : What Goes Up
- Réalisation : Jonathan Glatzer
- Scénario : Jonathan Glatzer, Robert Lawson
- Production : R.D. Robb, Jonathan Glatzer
- Date de sortie : 6 mai 2009 ( Canada)
- Format : Couleurs
- Pays :  États-Unis
- Langue : anglais

## Distribution
- Hilary Duff : Lucy
- Steve Coogan : Campbell Babbit
- Molly Shannon : Penelope
- Olivia Thirlby : Tess
- Josh Peck : Jim
- Molly Price : Donna
- Sarah Lind : Peggy
- Andrea Brooks : Sue
- Ingrid Nilson : Ann
- Brenna O'Brien : Fille diminutive
- Max Hoffman : Fenster Itsky